# La Máscara: la serie animada
Este artículo es sobre la serie animada. Para la película, véase La Máscara (película).
La Máscara: La Serie Animada es una serie animada basada en el cómic La Máscara, pero con la mayor parte de su inspiración en la adaptación de 1994. El programa tuvo tres temporadas, a partir de 1995 hasta 1997. John Arcudi, el antiguo escritor de las tiras cómicas originales, escribió dos episodios. Al principio estuvo durante CBS Kids los sábados por la mañana, pero después de que la cancelaron fue movida a Cartoon Network. 

## Descripción
Es protagonizada por Stanley Ipkiss, quien sigue teniendo la máscara para combatir el mal y adora hacerle calzón chino a todos los maleantes. Tina Carlyle está ausente; la reportera Peggy Brandt es el personaje femenino principal. A diferencia de en la película, la máscara funciona en el día así como a la noche. Kellaway no está destituido, y, con la ayuda de su compañero Doyle, intenta atrapar a La Máscara (quien siempre se burla de ellos, haciéndoles calzón chino). Los aliados de Stanley son Charlie Schumaker, Peggy y su perro Milo. En un episodio aparece Ace Ventura, Detective de mascotas.
Como con Beetlejuice, La Máscara tomó muchos elementos de la película pero desaparecieron algunos personajes y cambiaron otros. Tina nunca es aludida. Sin embargo, los acontecimientos de la película son aludidos, como, por ejemplo, Charlie sabía que Stanley era la Máscara (aunque no supiera que Stanley la guardó). 
El programa, a pesar de tener un ajuste "realista" en Ciudad Límite, a menudo confía más en el humor estilo Tex Avery y en ocasiones, rompe cualquier ley significativa de realidad (destaca el episodio "The Goofalotatots", la parodia de Animaniacs, tratándolos como si ellos estuvieran naturalmente vivos). Otro capítulo destacado es "Mr. Mask Goes to Washington", en donde La Máscara se convierte en un ayudante del Presidente de EE. UU (el presidente no es una caricatura de ningún presidente verdadero). También debería ser notado que John Arcudi, el escritor de la historieta original escribió ambos episodios, una salida dura de su escritura habitual. Los policías fueron retratados como los idiotas que no podían ver pistas aún obvias.
La Máscara visita constantemente el Coco Bongo (un club nocturno frecuentado por gente acomodada, probablemente basado en el Copacabana de Nueva York), cosa que ya hacía en la película. En el episodio "A Comedy of Eras", en el cual la Doctora Chronos manipula el tiempo de modo que la futura Ciudad Límite sea corrompida, y en donde la sociedad es dominada por los villanos, destaca un Coco Bongo que ha sido destruido, un hecho que horroriza y enfurece a La Máscara y lo motiva a derrotar a la Doctora Chronos.

## Personajes

### Protagonistas
- Stanley Ipkiss/La Máscara: El protagonista principal. En vez de deshacerse de la máscara como en la película, Stanley la guardó. Y siempre que él intenta deshacerse de ella, entra en problemas y es forzado a usar la Máscara para vencer estos problemas, a veces confiando en la Máscara para vencer a enemigos sobrenaturales. Stanley Ipkiss es retratado como un tipo bueno, mientras la Máscara, a diferencia de versión violenta del cómic, es más de un superhéroe bromista. Como dijo Stanley "Él preferiría ir a la noche de water polo en el Coco Bongo antes que luchar contra el crimen". La Máscara al parecer puede recordar qué hizo Stanley (aunque esto en realidad puede ser debido a que La Máscara y Stanley comparten el conocimiento). La Máscara también funciona cuando está rota (cuando la Máscara fue rota en dos cada mitad todavía trabajaba, pero solo hace la mitad de la transformación, permitiendo finalmente a Stanley y La Máscara conversar). Hasta el momento la única cosa que realmente afecta a La Máscara es el resfriado común que desaparece sus poderes de golpe y causará la muerte tanto de la Máscara como del usuario. Debido a las personalidades diferentes que La Máscara y Stanley tienen, ellos a menudo se referieren al otro como otra persona (Por ejemplo, La Máscara comentó en una ocasión "Ah, Stanley va a odiarme por la mañana"). En Personalidad Dividida es revelado que la Máscara siempre quería dar un calzón chino a Stanley. La vestimenta de Stanley por lo general es adaptativa a cada situación, aunque suele usar un traje de negocios de color azul, mientras que La Máscara viste un traje amarillo, corbata roja y zapatos, aunque tiene múltiples disfraces dependiendo de la situación.
- Milo: El perro de Stanley. Él es frecuente usuario de la máscara también y salva a Stanley en algunas ocasiones.
- El Teniente Mitch Kellaway: Un teniente que constantemente trata de demostrar que Ipkiss y La Máscara son la misma persona, pero nunca logra su cometido. Un gag frecuente es que La Máscara adora hacerle calzón chino (le pone el calzón sobre la cabeza).
- Peggy Brandt: La amiga reportera de Stanley. Ella vendió a Stanley a unos gánsteres en la película, causando que su relación se rompiese, aunque su amistad fue reparada cuando Peggy lo rescata (varias veces más tarde). Ella constantemente intenta progresar en los negocios de prensa amarilla, aunque por lo general la dejan en situaciones pegajosas.
- Doyle: El compañero del Teniente Kellaway. Él es por lo general el alivio cómico y de vez en cuando es visto comiendo una rosquilla. A diferencia de Kellaway, no cree que Ipkiss y La Máscara son la misma persona, e inclusive cree que La Máscara es un buen héroe.
- Charlie Schumacher: El amigo de Stanley en la película aquí es gerente de banco. Él por lo general es vanidoso, trata de conquistar mujeres, hace que Stanley haga por su trabajo por él, etc, pero también busca ayudar a Stanley de maneras poco convencionales.

### Villanos
- Doctor Pretorius: El bandido principal. Es un científico loco que tiene su propia cabeza separada de su cuerpo. Esta suele estar sobre piernas diminutas, en forma de araña, y puede adjuntarla a un cuerpo de androide. Sus proyectos siempre giran alrededor de la obtención o el control de La Máscara (Pretorius es uno de los pocos personajes en la serie consciente de la identidad verdadera de La Máscara), o como parte de unos cada vez más insanos "experimentos de ciencia" que, de ser realizados, causarían la muerte de miles o aún el final de la humanidad. Él pronuncia el apellido de Ipkiss como "Ipp-kiss". También es probable que fuese una parodia hacia el traficante de droga Eugene Rapaz de las tiras cómicas originales (ambos comparten la misma cara. Rapaz tiene gafas oscuras redondeadas, al igual que Pretorius.) En el episodio "La Máscara Gemela", el Doctor Pretorius consiguió la máscara, y como Tyrell, conservó su propia personalidad llevándola (La máscara libera las inhibiciones, los que no tienen ninguna inhibición parecen conservar el control llevando la Máscara, una cosa similar ocurrió en el crossover con DC Comics pero con El Joker en lugar de Pretorius).
- Walter: Llegado de las tiras cómicas, es todavía silencioso e indestructible, pero ya no cruel. Walter persiguió la Máscara por varios episodios, pero cuando él obtuvo la máscara de madera y esta falló en trabajar para él, simplemente la dejó caer. Él es bastante fuerte como para romper la Máscara en dos (una hazaña impresionante, siendo que hacía sólo segundos la máscara había resistido los golpes de coches y fue atropellada por una apisonadora sin sufrir ni un rasguño) En el episodio "Perro Enlatado" se revela que compartió una celda con Willamina Bubask.
- Doctor Neumann: En un episodio, la máscara cae en las manos del Dr. Neumann, y él se hace un superbandido. El Doctor Neumann pone a Stanley y otra gente en camisas de fuerza (usando su ropa interior), creyendo que ellos sufren de una enfermedad llamada "Ipkissia Aguda". Él fue determinado para matar a Stanley e incluso sacó a Pretorius de la prisión para ayudarlo. Un gag es que el Doctor Neumann rechazó creer en La Máscara, incluso cuando él la tenía puesta.
- Amelia Chronos: Una bandida que apareció varias veces. La doctora loca Amelia Chronos, quien, con sus ambiciones de obtener el poder y el predominio usando el tiempo, a menudo causaba bastante caos por invenciones, como una máquina que provocó la formación de rizos en el tiempo cada media hora, de modo que La Máscara nunca pudiera frustrar sus proyectos, ya que por más que la venciera, todo sería reinicializado a media hora antes; un arma que invertía rápido el tiempo para quien quiera que fuese apuntado (de modo que la persona siguiera haciéndose más joven y más joven hasta que desapareciese, o se hiciera más viejo y más viejo hasta que él/ella estuviera muerto), una entrada de tiempo por la cual ella podría convocar algo para derrotar a La Máscara (como criaturas prehistóricas, robots del futuro, etc.) y una máquina para viajar en el tiempo por la cual ella podría viajar en el pasado o futuro para manipular acontecimientos de modo que ella fuera victoriosa en su búsqueda del dominio mundial.
- Gorgonzola La Bruja Del Queso: Sus poderes incluyen El Ojo del Queso el cual le permite convertir todo en queso. El personaje fue creado como parte de un concurso de parte de Disney para crear un nuevo Villano, la leyenda dice que Gorgonzola es la media hermana de una reina mesopotanica, varios años después, La sobrina de la Sr. Peenman encuentra el collar que contiene sus poderes, Después de una pelea con La Máscara regresa a su tumba.
- La Tempestad: (Nombre real: French Drizzle) Un meteorólogo despedido que fue golpeado por un relámpago que rebotó de una antena parabólica y fue transformado en un monstruo con la capacidad de controlar el tiempo. Él puso a Ciudad Límite en una granizada y una inundación. Él se parece a Robin de Batman: La Serie Animada y tiene poderes similares a Storm de los X-Men. La Máscara fue capaz de pararlo abriendo una bocacalle que lo aspiró, con la inundación que él creó.
- Kablamus: (Nombre real: Joe Blow) Un hombre de pelo verde explosivo que puede causar destrucción explotándose como un globo, sin él morir, y devolviéndose a su talla normal. Él tiene una bolsa especial en su traje donde él pone las granadas diferentes que explotan con él.
- Channel Surfer: (Nombre real: Raymond Neilsen) Era un hombre que se volvió loco después de que su programa de televisión favorito, "Pointy Peaks" (una parodia de Twin Peaks), fue cancelado debido a quejas de espectadores. Se desliza usando su plancha de surf y suele teletransportarse por los televisores. Él tenía a toda Ciudad Límite mirando los programas de televisión que a él le gustaron, luego de atrapar a La Máscara dentro de la televisión. Él es obviamente una parodia hacia el Surfista de Plata.
- Dragon Lady, War Machine y Rip Tide (The Dark Star Trio): Un trío de bandidos que salieron del cómic favorito de Doyle. Intentan matar al Teniente Kellaway después de confundirlo con su enemigo el superhéroe. Dragon Lady puede transformarse en un dragón, volar y escupir fuego. War Machine es un robot armado con armas mortales y municiones. Rip Tide es un bandido con la capacidad de transformarse en agua. La Máscara derrotó al trío rasgando el cómic de donde ellos vinieron. Son una parodia de Galaxia Trio de los cortos de Hanna-Barbera. War Machine parece ser una parodia hacia el superhéroe de Marvel del mismo nombre (aunque él sea un robot en vez de un hombre en un traje), mientras Rip Tride es una parodia hacia el Hydro-Man.
- Skillit: Un diablillo que viene del Mundo de las Sombras y puede usar su propia sombra para aspirar las sombras de otra gente, volviéndolos rápidamente viejos (sólo La Máscara es inmune a esto), haciendo que él permanezca siempre joven (aunque sea impotente sin su sombra). Tiene más de 4000 años, pero, en sus propias palabras, no parece de más de 12 (debido a esto, cuando él es capturado lo fuerzan a ir a un reformatorio). Conoce a todos los que alguna vez han poseído la máscara, como Atila el Huno, Gengis el kan, y Blackbeard el Pirata (Hitler en Latinoamérica).
- Chet Bozzack: El matón de instituto de Stanley que por casualidad llevó la mitad de la máscara cuando fue cortada en dos. Stanley y Chet con su mitad de la máscara se pelean por obtener la otra mitad (y vengarse). La batalla se terminó sólo cuando Chet paró a su mitad de la máscara, cuando esta estaba por matar a Stanley.
- La Masilla y el Hombre Pez (El Dúo Terrible): (Nombres reales: Doc y Eddie) Dos adolescentes obsesionados por las historietas que quisieron ser superhéroes. Conducidos por este deseo, ellos entraron en una central nuclear con la esperanza de obtener radioctividad. Ellos creyeron que así, tarde o temprano, se convertirían en superhéroes si tenían contacto con un bicho. Ellos tuvieron éxito, pero olvidaron traer un bicho. Se enfermaron tanto que fueron enviados a un hospital. En el camino, la ambulancia en la que ellos estaban se chocó y salieron volando, chocando contra dos tiendas diferentes; Doc en una tienda de masilla y Eddie en un acuario. Esto los transformó en La Masilla y el Hombre Pez, en el episodio "El Dúo Terrible". El Hombre Pez envidió a La Masilla porque tenía "los grandes súper poderes" y él no. Técnicamente, él es un compañero inofensivo. Incluso peor, a pesar de ser un pez, él no puede nadar o respirar debajo del agua. En el episodio "The Good, the Bad and Fish Guy", él logró tomar la máscara y ponérsela, transformándose en el Hombre Tiburón, un bandido mucho más peligroso, mucho más fuerte y más rápido que su forma anterior, de la misma manera, después de que La Masilla se cayese en una tina de desechos radioactivos ganó el poder de disparar rayos láser explosivos de su boca. Los dos son probablemente una parodia/homenaje a Wayne's World de Mike Myer, mientras el Hombre Pez se parece al compañero Garth Algar de Wayne.
- Cybermite: Un virus informático (en una forma de una termita gorda que lleva una chaqueta de cuero) quien logra invadir e infectar el cuerpo de Milo en "Fantashtick Voyage". Él se pone más grande cuando come células cerebrales y de vez en cuando dice algunas bromas bastante malas.
- Don Julovit: Un bandido que llegó a Edge City a tomar parte de la actividad criminal de quienes estaban incrimanando a Santa Claus, él se parece a Don Quijote, él fue apresado por La Máscara y después nunca más volvió a ser visto en la serie.
- Lonnie el Tiburón: Un gánster que tiene dientes agudos y un peinado que se parece a la aleta de un tiburón. Con su compañero Pete, Lonnie tiene su propia cuadrilla de motoristas que causa el caos dentro de Ciudad Límite. Ellos trataron de robar el acorazado XAW en "El Marinero Verde" e intentaron robar un banco en "Malled". Lonnie una vez se disfrazó como "Barney", el anfitrión de un programa de TV para niños en "El Paseo Salvaje".
- Vicky Prat/Davida Steelmine: Una maga criminal y una vieja compañera de clase de Stanley, de quien él estaba enamorado, sin saber que ella sentía algo parecido por él (aunque no lo suficiente como para dejar su vida criminal). Mientras roba sitios usa una ilusión de ella como distracción, aunque sea capaz de crear bolas de fuego para atacar, comúnmente se escapa por su sombrero de copa. Al principio apareció para robar objetos de valor de Ciudad Límite, pero se encontró con Stanley, a quien le hizo una oferta de marcharse con ella, él la rechaza y usa La Máscara para pararla. Después de varias tentativas fracasadas de cortejarla, La Máscara la para con sus propios trucos de magia pero ella se escapa al final por su sombrero de copa.
- Satán: El Diablo, aquí representó en una forma humana con dientes parecidos a un vampiro y una sombra de demonio, apareció como un bandido. Convenció a Stanley de firmar un contrato para hacerlo un ganador sin usar La Máscara. El contrato funcionó, Stanley se hizo el vicepresidente bancario, pero el Diablo entonces trató de atraparlo (incluyendo a La Máscara) en el Infierno como un pago. Sin embargo, La Máscara fue capaz de romper el contrato desafiando y derrotando a Satán en una competencia de baile en el Coco Bongo.
- Farsante Frances: Villano con acento francés, lucho con La Máscara cuando intentó robar la torre Eiffel que la Máscara ya había robado.
- Willamema Bubask: Una ladrona que actuaba como atrapa-perros, Milo intento acorrarla, sólo para ser detenido por Stanley, los caminos de Milo y ella se vuelven a cruzar con ella cuando intenta persuadir a Barato Chucky de la venta de perros para su Chile. Al final se descubre que está enamorada de Walter, ambos fueron derrotados por La Máscara.

### Otros personajes secundarios
- Bebé: El bebé de la vecina de Stanley. Llevó la máscara en tres ocasiones: "El Lado Más Verde de La Máscara (Parte 1)", "Un Paseo Salvaje" y "Mutiny of the Bounty Hunters".
- Alcalde Mortimer Tilton: El alcalde egoísta de Ciudad Límite. Aunque no es evidente en la primera temporada, en la segunda temporada se advierte que es corrupto (a menudo utiliza el presupuesto de la ciudad para celebraciones complicadas). En "Goin' for the Green", el Alcalde Tilton tiene un ayudante llamado Smedley, cuyo nombre es revelado en el siguiente episodio, "Flight as a Feather".
- Doctor Arthur Newman: El terapeuta de Stanley; no cree en La Máscara (aún después de que llevó la máscara y se hizo un superbandido) y piensa que es el "amigo imaginario" de Stanley.
- Sra. Peenman: La casera gritona de Stanley; a menudo es el blanco de muchas bromas pesadas de La Máscara. En "Mask au Gratin" es revelado que tiene una sobrina que es arqueóloga.
- Lars: Es el tipo de la tienda de autoservicio llamada Slurb Lube, ahí cuida a un mono llamado Pepe. Se puede ver en el episodio "El Dúo Terrible o "Terrible Twos".
- Los Bobalitontos: Son un trío de personajes animados, clara parodia de Animaniacs, siendo 3 hermanos, Stinko, Pinko y Snot que también actúan de manera loca y desenfrenada al más puro estilo de Tex Avery, al principio eran robots manipulados por pretorius pero al descubrir esto la máscara descubre que los verdaderos están atrapados en un tanque de agua, así que procede a liberar al verdadero representante de ellos y a los verdaderos bobalitontos, quienes se alían con esta misma para vencer a sus réplicas y a pretorius, finalmente ellos deducen que las réplicas merecen también sus momentos de locura así que usan a pretorius como disco de Hockey.

## Crossover
En el episodio "The Aceman Cometh", La Máscara se encuentra con Ace Ventura, otro personaje interpretado en una película por Jim Carrey. El capítulo sigue en "Have Mask, Will Travel" de la serie Ace Ventura: Detective de mascotas. Durante el crossover Stanley/La Máscara y Ace mantienen su propio estilo de animación dentro del espectáculo del otro.

## Lista de episodios

### Primera temporada
- 1 y 2. El Lado Más Verde de La Máscara (Parte 1 y 2): Después de que La Máscara causara más problemas, Stanley Ipkiss se deshace de ella enterrándola en cemento de secado rápido, pero debe recuperarla para salvar a Peggy y Milo después de que Pretorius engañara al amigo de Stanley, Charlie, en el edificio "La Casa del Mañana".
- 3. El Dúo Terrible: Cuando Kellaway trata de demostrar que Stanley es La Máscara esposándolo y llevándolo con él a todos lados, Stanley debe elaborar un plan para alejarse del detective para poder ponerse la máscara cuando La Masilla y Hombre Pez empiezan a destruir Ciudad Límite.
- 4. Un Paseo Salvaje: Stanley tiene que cuidar al bebé de su vecina, pero se vuelve difícil cuando el niño adquiere la máscara y se une a una cuadrilla de motoristas cuyo jefe es Lonnie el Tiburón (quien se hace pasar por Bernabé el Dinosaurio).
- 5. La sombra de Skillit: Skillit ha venido a Ciudad Límite para robar sombras, y sólo La Máscara puede pararlo.
- 6. La Máscara Gemela: Pretorius crea una Máscara Gemela que convierte a la verdadera Máscara en una marioneta viva y lo usa para robar fragmentos de un meteorito con propiedades insólitas.
- 7. Una Novia para Pretorius: Stanley conoce a una muchacha tímida que trabaja en su banco, pero ella se tropieza y cae sobre la máscara convirtiéndose en una mujer ruidosa. Mientras tanto, Pretorious busca novia.
- 8. Doble Reverso: Un tratamiento de terapia inverso ayuda a Stanley a convertirse en un ganador actuando como La Máscara, pero cuando un criminal llamado Kablamus, capaz de explotar y sobrevivir, llega a la ciudad, Stanley se da cuenta de que ya no puede transformarse en La Máscara. Ahora debe conseguir que la máscara funcione otra vez.
- 9. Ipkissia Aguda: Stanley se libra de la máscara dándosela a su terapeuta, el Doctor Neuman, quien se la pone, transformándose en un superbandido, y se une a Pretorius, que planifica atacar con armas nucleares la ciudad, para poder usar el destello de la explosión para fotografiar el planeta de una raza extraterrestre.
- 10. Máscara Marciana: Los agentes del FBI equivocadamente creen que la Máscara es en realidad un extraterrestre que quiere dominar el mundo y hacen de todo para capturarlo, aún contra Kellaway y Doyle, quienes intentan convencerlos de que es realmente un criminal. Mientras La Masilla y el Hombre Pez viajan hasta la playa.
- 11. ¡Voten por mí!: Frustrado por el mal manejo de Ciudad Límite, Stanley se pone la máscara, convencido de que le enseñará al Alcalde Tilton una lección. En cambio, La Máscara anuncia a su candidatura contra el Alcalde Tilton como el nuevo alcalde de Ciudad Límite. Aunque Stanley naturalmente se oponga, es forzado a asegurarse que su alter ego ganará la elección cuando él descubre que el verdadero Alcalde Tilton fue capturado y el Doctor Pretorius está disfrazado como él, así puede usar Ciudad Límite para experimentos tóxicos.
- 12. Perro Enlatado: Milo se pone la máscara para combatir a la atrapaperros, pues está convencido de que los capturan para un objetivo algo siniestro. Mientras tanto, Walter comienza a acechar a Stanley.
- 13. Noche de Halloween: Durante la noche de Halloween, Skillit se fuga del reformatorio, decidido a vengarse de La Máscara por obligarlo a hacer la tarea.
- 14. Santa Máscara: Todos los bandidos de Ciudad Límite comienzan a disfrazarse como Santa Claus y cometer crímenes. La Máscara debe salvar la Navidad demostrando la inocencia de Santa real.
- 15. Personalidad Dividida: La Máscara se rompe a la mitad, causando que tanto Stanley como La Máscara existan al mismo tiempo; lamentablemente, con Walter persiguiendo a La Máscara y un viejo conocido del colegio de Stanley tratando de vengarse de él por conseguir expulsarlo, las dos personalidades deben trabajar juntas.

### Segunda temporada
- 16. Una comedia de las Eras: La Máscara lucha contra una científica loca llamada Chronos que lo envía al futuro y a la era del Juicio de las Brujas de Salem.
- 17. Que Verdes Jugadores: Después de ser humillado por La Máscara durante una revelación de su última estatua, el Alcalde Tilton recluta al Coronel Beauregard Klaxon, un hombre de negocios del Sur, quien crea los Juegos de Ciudad Límite como una distracción de las payasadas de la Máscara, pero el Coronel Klaxon usa esta oportunidad para almacenar desechos nucleares debajo del estadio donde están los Juegos de Ciudad Límite.
- 18. Vuelo como una pluma: Horas antes de una competición de karaoke sueca en el Coco Bongo, La Máscara pierde su pluma de sombrero afortunada y corre por Ciudad Límite para recuperarla, tratando de evitar a Kellaway y Doyle y un montón de personajes excéntricos, incluyendo a la exnovia vengativa del Alcalde Tilton, un artista, un águila, y a Walter.
- 19. El bueno, el malo y el chico de pescado: El Dúo Terrible regresa, pero cuando el Hombre Pez consigue la Máscara, Stanley debe convencer La Masilla de trabajar con él antes de que la ciudad entera sea destruida.
- 20. Malled: Cuando Lonnie el Tiburón y sus hombres roban un banco en la megacalle peatonal con Stanley metido en el tiroteo, Milo debe traer la Máscara a Stanley.
- 21. El Sintonizador: La Máscara termina recorriendo varios canales de televisión después de que es atrapado dentro de la TV por un superbandido llamado Channel Surfin'.
- 22. Máscara Engratinada': Stanley tiene que mostrarle Ciudad Límite a la sobrina de la Sra. Peenman y descubre que ella tiene un viejo amuleto que a la luz de la luna la convierte en un monstruo llamado Gorgonzola que convierte todo en queso.
- 23. Máscara Jurásica: Una máquina en el Museo de Ciudad Límite trae a la vida tres dinosaurios que causan estragos en la ciudad.
- 24. Que deberías Estar en Fotos: Sly Eastenegger, una estrella de cine de acción famosa, y su director, escogen Ciudad Límite para filmar su última película, y Sly desafía a La Máscara en una competencia sobre quién será la siguiente estrella de cine de acción. Mientras tanto, Peggy descubre una bomba nuclear robada del gobierno estadounidense que Eastenegger planea usar en su última película.
- 25. Para todos Máscara-tipo: Stanley es escogido para ser el primer hombre enviado en el espacio y la Máscara viene en el paseo.
- 26. Hasta el arroyo: Después de que la Máscara roba la Torre Eiffel y la Sra. Peenman usa el apartamento como una atracción turística, el amigo de Stanley y el compañero de trabajo, Charlie, lo invita a un viaje en las aguas bravas del río, donde se convierten en los novios de dos campesinas.
- 27. Boogie con el Hombre: Stanley lamenta no tener la suerte de La Máscara, y encuentre al Diablo (disfrazado como un hombre llamado Roberto), quien le da suerte a Stanley a cambio de su alma.
- 28. Lo de Ida y Vuelta: La Dra. Chronos de "A Comedy of Eras" vuelve y pone a Stanley (y a La Máscara) en un lazo de tiempo donde Stanley está condenado a repetir la misma media hora.
- 29. Todos Aclamen A La Máscara: Durante un viaje a una isla del Pacífico, la Máscara encuentra una tribu que lo adora como un dios pero cuando a Stanley se le cae la máscara y la tribu piensa que Stanley es el causante de la pérdida de la máscara así que piensan que si sacrifican a Stanley volverá la máscara.
- 30. Poder de la sugestión: Stanley es hipnotizado por un mago durante un espectáculo en el Coco Bongo, pero Kablamus destruye una pared justo antes de que el hipnotizador pueda revertir la hipnosis, dándole al villano la oportunidad perfecta de usar a La Máscara como su esclavo personal durante el Desfile para hacer que el Alcalde Tilton lo escoja como el mariscal.
- 31. Sr. máscara va a Washington: La Máscara se hace Guardaespaldas Presidencial después de salvar al Presidente de ser aplastado por un pedazo de un edificio en ruinas.
- 32. Lluvia de Terror: Un meteorólogo despedido se hace un superbandido llamado La Tempestad, que ataca la ciudad con los cuatro elementos e interrumpe la noche de paseo de la Máscara.
- 33. La Madre de todas las camp: Después de ser humillado por La Máscara en un espectáculo de la realidad de la policía, el Teniente Kellaway trata de demostrar a la policía de Ciudad Límite (y a su madre, quien está de visita) que él es un detective competente, continuando una vigilancia para destapar un proyecto para secuestrar al Alcalde Tilton.
- 34. De abeja o no a la abeja: Un apicultor es transformado en una criatura abeja-humano que hipnotiza a la ciudad en el funcionamiento en su colmena.
- 35. Poción de amor N º 8 ½: Stanley compra una poción de amor de una gitana (quien quiere la máscara después de descubrir que tiene una parte de la magia de su familia) y por casualidad la derrama sobre su casera vieja y cascarrabias, la Sra. Peenman, causando de Stanley (y La Máscara) se enamore de ella.
- 36. Máscara de Cool Hand: La Máscara es engañado por Pretorious para robar el fondo que levanta el dinero de una Pequeña Liga combinan y es enviado a la prisión. Con La Máscara encarcelado, Pretorious finalmente logra su maléfico plan de gobernar Ciudad Límite.
- 37. El que obra mal: Andrés Bedwetter, un director famoso de musicales de Broadway, crea un musical basado en "Monkey", la serie de películas de acción, enfureciendo a La Máscara. Ipkiss reduce el presupuesto del espectáculo y La Máscara crea un desastre en la noche de apertura (y demuestra ser un éxito), conduciendo al director a la locura. Usa a los enemigos pasados de La Máscara como estrellas y crea un alboroto con un mono gigantesco animatrónico.
- 38. La Máscara en Exclusiva: Skillit suelta sus "juguetes" (una cuadrilla de criaturas míticas) sobre Ciudad Límite, y Peggy Brandt ve esto como una oportunidad de progresar en su carrera.
- 39. Máscara de futuro: La Máscara viaja al futuro para encontrar al robot que rasgó sus pantalones, pero pronto se ve implicado en una guerra entre un alcalde megalómano y un equipo de rebeldes.
- 40. Destino Sellado: Fuerzan a Stanley a vender Tupperware para pagar una cuenta (creada por su alter ego), pero Peggy descubre que la empresa que produce el Tupperware trae restos asquerosos a la vida.
- 41. (Los Ángeles quiere llevar mi) Máscara Verde: El teniente Kellaway y La Máscara mueren en una explosión causada por una bomba hecha por el francés False (quien primero apareció en "Up the Creek") y ahora tienen que afrontar un consejo de ángeles, mirando acontecimientos pasados para ver cuál de ellos entrará en el Cielo. Pero cuando Kellaway desenmascara a La Máscara para demostrar de una vez por todas que es Stanley Ipkiss, el consejo de ángeles también revela un secreto horrible sobre ellos.
- 42. Los Cazadores de Recompensas: Otra vez Stanley tiene que cuidar al bebé de su vecina, pero el niño se escapa, persiguiendo un pájaro. Mientras tanto, Pretorious alquila a dos cazadores para ayudarle a capturar a La Máscara.
- 43. Convención del Mal: En este episodio, bandidos de varios episodios pasados (Pretorious, Gorgonzola de "Mask au Graten", Lonnie el Tiburón y su cuadrilla de motoristas, "Roberto", La Tempestad, y el Aguijón de "To Bee or Not To Bee") sostienen una convención y hablan sobre las veces que La Máscara ha frustrado sus proyectos.
- 44. The Green Marine: La Máscara es enjuiciada por sus acciones poco ortodoxas sirviendo en los Marineros.
- 45. Máscara de la falsificación: Stanley es acusado de falsificación después de recoger el equipaje de una mujer extraña en el aeropuerto. Mientras tanto, Peggy lleva la máscara y realiza su sueño de ser encantadora.

### Tercera temporada
- 46. Magia: Stanley se reúne con su compañera de escuela, Davida Steelmine, quien ahora trabaja como una maga que usa sus poderes para la actividad criminal.
- 47. La pequeña gran Máscara: La Máscara crea una crema antienvejecimiento, que lo hace (y a Stanley) más joven antes del minuto.
- 48. Viaje Fantastico: Un virus informático infecta a Milo y Stanley piensa que La Máscara lo hizo.
- 49. Ellos vinieron de dentro: La Máscara es aspirada en un mundo de cómic, donde los personajes confunden al Teniente Kellaway con su archienemigo.
- 50. Tener y mocos: Pretorious usa la flema de Peggy para crear un monstruo de moco gigantesco que infecta a la gente de Ciudad Límite. Lamentablemente, Stanley aprende que estar resfriado llevando La Máscara tiene imprevisibles (y en última instancia fatales) consecuencias.
- 51. Misterio de crucero: Stanley y todos sus amigos (y enemigos) son engañados para tomar un crucero por La Máscara para celebrar su cumpleaños. Lamentablemente, Pretorius planifica usar el barco para probar su última arma.
- 52. Los Bobalitontos: Stanley encuentra sus personajes de historieta favoritos, los Goofalotatots (una parodia hacia los Hermanos Warner y la Hermana Warner de Animaniacs), pero descubre que ellos son duplicados de robot construidos por Pretorious.
- 53. Cuando los cerdos dominaban la Tierra: Peggy y La Máscara son enviados a un futuro donde los cerdos dominan al hombre.
- 54. El repartidor de Aceman: El perro de Stanley, Milo, es secuestrado por Pretorious y Stanley contrata a Ace Ventura, el Detective de Mascotas (de la película y la serie animada del mismo nombre) para encontrarlo. Este episodio sigue en "Have Mask, Will Travel" de la serie Ace Ventura: Detective de mascotas.

## Reparto

### Inglés
- Rob Paulsen es Stanley Ipkiss y La Máscara
- Neil Ross es el Teniente Mitch Kellaway.
- Heidi Shannon es Peggy Brandt.
- Mark L. Taylor es Charlie Schumacher.
- Tim Curry es Pretorius.
- Tress MacNeille es la Sra. Peenman.
- Jim Cummings es Doyle, Kablamus, War Machine, Coronel Beauregard Klaxon, Art Nouveau, Santa Claus.
- Debi Derryberry es Violet Beaker.
- Ben Stein es el Dr. Arthur Neuman.
- Jason Marsden es Skillit.
- Jim Carrey se interpreta a sí mismo.
- Mike Myers se interpreta a sí mismo.
- Jeff Bennett es el Hombre Pez, Dinamita Joe, Andrew Bedwetter.
- Cam Clarke es Doc y La Masilla.
- Mary McDonald-Lewis es la Sra. Francis Forthwright.
- Kevin Michael Richardson es el Alcalde Mitchell Tilton.
- Charlie Adler es Pete.
- Carlos Alazraqui es El Director.
- Jack Angel
- Gregg Berger
- Sheryl Bernstein
- Dan Castellaneta es Chet Bozzack.
- Victoria Carroll es Amelia Chronos.
- Earl Boen
- Bud Cort es La Tempestad.
- Michael Daigenfield es Ace Ventura.
- Rodger Bumpass
- Jodi Carlisle
- Marsha Clark
- E.G Daily
- Jennifer Darling
- Debi Derryberry
- Greg Eagles
- Conchata Ferrell como Willamema Bubask.
- Pat Fraley
- Brian George
- Dan Gilvezan
- Lenny Goldsmith
- Micahel Gough
- Benny Grant
- Dorian Harewood
- Jess Harner es The Hood, Phoney Frenchman.
- Estelle Harris es La Mamá del Teniente Kellaway.
- Jonathan Harris es Roberto (El Diablo).
- Charity James
- John Kassir
- Art Kimbro
- Joe Lala
- Nancy Linari
- Taj Mahal
- Danny Mann
- Mona Marshall
- Bill Martin
- Mary McDonald-Lewis como La Vecina De Stanley.
- Candi Milo como Madame Suspira (La Gitana).
- Pat Musick
- Joe Nipote
- Gary Owens como El Sintonizador.
- Stuart Pankin como El Aguijón.
- David Prince
- Teresa Radicia
- Roger Rose
- Stu Rosen
- Heidi Ross
- Glenn Shadix como Lonnie El Tiburón.
- Susan Silo como Selina Swint.
- Kath Soucie como Dragon Lady.
- Cree Summer como Gorgonzola, Cookie BaBoom y Davida Steelmine.
- B.J Ward

### Doblaje en Latinoamérica
- Mario Castañeda es Stanley Ipkiss y La Máscara
- José Luis Orozco es Teniente Mitch Kellaway (1 voz)
- Israel Magana es Teniente Mitch Kellaway (2 voz)
- Gerardo Reyero es Teniente Mitch Kellaway (3 voz)
- Isabel Martinon es Peggy Brandt
- Miguel Ángel Ghigliazza es Pretorius
- Ricardo Mendoza es Charlie Schumacher
- Ricardo Hill es Dr. Arthur Neumann
- Ismael Castro es Dr. Arthur Neumann (un ep.)
- Cesar Soto es Doyle (1 voz)
- Alejandro Mayen es Doyle (2 voz)

### Doblaje en España
- Luis Posada es Stanley Ipkiss y Jim Carrey.
- Dionisio Macías es el Teniente Mitch Kellaway.
- Alicia Laorden es Peggy Brandt.
- Antonio Lara es Charlie Schumacher.
- Claudio García es Pretorius.
- Julia Gallego es la Sra. Peenman.
- Joaquín Muñóz es Doyle.
- María Dolores Gispert es Violet Beaker.
- Isidro Sola es el Dr. Arthur Neuman.
- Luis Gavaldá es Skillit (1).
- Manuel Lázaro es Santa Claus.
- Alberto Mieza es Mike Myers, Eddie (1) y el Hombre Pez (1).
- Rafael Calvo es Eddie (2) y el Hombre Pez (2).
- Juan Carlos Gustems es Doc (1) y La Masilla (1).
- Jaume Lleal es Doc (2) y La Masilla (2).
- Silvia Castelló es la Sra. Francis Forthwright.
- Pepe Mediavilla es el Alcalde Mitchell Tilton.
- Joan Pera es Skillit (2).
- Eduardo Muntada es el científico.
- Javier Viñas es el astronauta.
- Sergio Zamora es el Comisario.
- Roser Cavallé es la madre de Kelaway.
- Francisco Garriga es Paleto (1).
- Pepe Sais es Paleto (2).
- Rosa Pastó es Dogeatcher.
- Frank Gálvez es Lars.
- Adrián Frías hace las voces adicionales.
- Jordi Vila canta la canción de los créditos

## Otros personajes que llevaron la máscara
- Milo: El perro de Stanley. De vez en cuando se la pone, cuando Stanley (o alguien) está en problemas. Milo llevó la máscara en seis episodios: "El Lado Más Verde de la Máscara (Parte 2)", "Perro Enlatado", "A Comedy of Eras", "Malled", "Jurassic Mask" y "All Hail The Mask".
- Peggy Brandt: La amiga periodista de Stanley. Peggy lleva la máscara en "Counterfeit Mask".
- Bebé: El amigo infantil de Stanley y un personaje recurrente. Llevando la máscara él a veces destruye cosas solamente para conseguir algún helado. El bebé muy brevemente forma un equipo con Lonnie el Tiburón y sus matones, pero al final se vuelve en contra del mafioso. Usa una variación de la broma de La Máscara antigua: coloca pañales en la cabeza de todos los que le molestan. Llevó la máscara en tres episodios: "El Lado Más Verde de la Máscara (Parte 1)", "Un Paseo Salvaje" y "Mutiny of the Bounty Hunters".
- El Dr. Pretorius: El villano principal. Pretorius es la única persona que logró conservar su personalidad y conocimiento al usar la máscara, posiblemente debido a que él no tiene ninguna inhibición. Él trata de matar a Stanley y Peggy comiéndolos, pero es derrotado después de que su invención (la Máscara Gemela) es usada contra él.
- Chet Bozzack: Chet usaba la máscara (o la mitad de ella) en Personalidad Dividida, que también fue su única aparición.
- Hombre Pez: Cuando el Hombre Pez lleva la máscara, él se transforma en el Hombre Tiburón, y es más peligroso que su forma anterior. Obtiene súper fuerza, alas para volar, y convierte sus brazos en 6 tentáculos. Él lleva la máscara en "The Good, The Bad and Fish Guy".
- El Dr. Arthur Neumann: El psiquiatra cínico de Stanley es un personaje recurrente. Stanley normalmente va a verle para hablar de sus problemas con La Máscara. El Dr. Neumann no cree en La Máscara, cree que es el "amigo imaginario" de Stanley. Sin embargo, más tarde la obtiene, cuando Stanley quiere deshacerse de ella. Neumann se prueba la máscara y se vuelve loco y psicótico. Lleva una chaqueta amarilla y pantalones azules con zapatos de lona, así como una enorme pajarita con la misma combinación de colores que la corbata de La Máscara. Neumann pone a Stanley y otra gente en camisas de fuerza (usando su ropa interior), creyendo que ellos sufren de una enfermedad llamada Ipkissia Aguda, ya que todos, al verlo, gritan "¡La Máscara!", y, irónicamente, él no cree que exista La Máscara (aunque la lleve puesta). Él también trabaja con Pretorius, pero en última instancia es derrotado y separado de La Máscara después de intentar matar a Stanley. Neumann se transformó en La Máscara en "Ipkissia Aguda".
- Evelyn: Una tímida y tranquila mujer. Ella es propietaria de una perra llamada Esmeralda que es tan tímida como ella. Stanley la encuentra en el Banco de Ciudad Límite y luego él le pide que vaya a su apartamento. Al principio insegura, ella va al apartamento de Stanley, pero nada va como fue previsto. Evelyn por casualidad se pone la máscara y se convierte en Eva, la primera Máscara femenina del programa. A diferencia de Evelyn, Eva es más ruidosa y lleva un vestido. Eva está también locamente enamorada de Stanley. Evelyn llevó la máscara en "Una Novia para Pretorius", que también fue su única aparición.
- Gobernante: El jefe tiránico de Ciudad Límite del futuro. Él tuvo la máscara del siglo 23, mientras Stanley llevó la máscara puesta mientras viajaba en el tiempo desde el siglo XX, permitiendo así a dos personas llevar la máscara al mismo tiempo sin tener que partirla en dos. Él es una parodia hacia Ross Perot. El gobernante llevó la máscara en "Máscara Futura", que también fue su única aparición (La Máscara en el futuro es de color verde debido a la exposición de radiación). A pesar de llevar la máscara es derrotado fácilmente por La Máscara, debido a su falta de comprensión de los poderes que concede.
- Ace Ventura: Cerca del final del crossover de dos partes "The Aceman Cometh" (en la serie La Máscara)/"Have Mask, Will Travel" (en la serie Ace Ventura, Detective de Mascotas) Ace Ventura lleva la máscara. De hecho, Ace se sienta por accidente sobre la máscara, provocando que su trasero se transforme en una cara (exactamente igual a la cara de Ace, pero coloreada en verde).

Curiosamente esta versión no parece diferenciarse mucho de la verdadera.

## Curiosidades
- En el episodio "Los Bobalitontos", cuando se ve la terraza, los "castores" se encuentran a la izquierda de Pretorius. Pero cuando se ve de cerca, Srot se encuentra a la derecha.
- En el episodio "Máscara Marciana", cuando La Máscara se transforma en un policía extraterrestre para llevarse al hombre lodo y al hombre pez, hace una referencia obvia al programa mexicano "El Chapulín Colorado", con frases equivalentes a "Lo sospeché desde un principio", "No contaban con mi astucia" y "¡Oh! y ahora ¿Quién podrá defenderlos?", entre otros; también cuando van la máscara, el hombre pez y la masa loca, la máscara golpea con un martillo al hombre masa y se escucha la campanada de las series de Chespirito, el creador del Chapulin Colorado y del Chavo del 8 (Sólo en el doblaje latinoamericano).
- La cadena de Restaurantes Taco Bell (en Estados Unidos), distribuyó durante un tiempo algunos juguetes basados en la serie durante 1997.
- La serie en Latinoamérica fue transmitida en Cartoon Network a mediados de 2000, en Australia la transmisión de la serie sigue vigente, donde es transmitida por Boomerang, mientras que en Chile fue transmitida por Telecanal a mediados de 2008 remplazando a Timón y Pumba como parte del bloque Telemonitos, donde estuvo al aire hasta mediados de 2010, tras el cambio de programación en vacaciones pasó a ser transmitida en la tarde (Como dato curioso los capítulos subidos a YouTube están grabados de ese bloque en ese canal).
- En la India algunos personajes fueron cambiados de nombre, por ejemplo Stanley Ipkiss es Sachin Sapnis y La Máscara es Nakaab.
- Durante el lanzamiento inicial en DVD de El hijo de la máscara vendió una exclusiva de dos discos que incluía el primer episodio en el material extra.

### Controversia por "Vuelo de Una Pluma"
El episodio de la segunda temporada Vuelo por una Pluma causado por su grotesco estilo de humor y una escena de nudismo, en la que una mujer (supuesta amante) del alcalde, que usaba un bikini de bombas, casi al final se puede apreciar desnuda. Después Kellaway y Doyle tratan de capturar a La Máscara y quedan embobados por ella.

### Parodias a otros cómics
Algunas transformaciones de la Máscara parodia a algunos personajes de DC Comics tales como SuperMascara (Parodia de Superman), también hay parodias a los héroes de Marvel Comics tales como Cíclope (En El Dúo Terrible donde intenta asar con un láser al Pecesito) Spiderhyny (Parodia de Spider-Man), El Surfista (Parodia de Silver Surfer), Wolverine (también en el Dúo Terrible donde convierte a la Masa Loca en la Estatua de la Libertad) y Los 4 Fantásticos (haciendo referencia a los poderes que conferían cada uno de los 4 fragmentos de meteorito, cada uno daba los poderes de uno de los Cuatro Fantásticos), Skillit es una parodia del Mister Mxyzptlk y Peter Pan, y la Masa Loca es una parodia de Cara de Barro (villano de Batman) aunque sea un adolescente en lugar de un actor (ya que la parodia es de Batman: la serie animada).

## Emisión
- Latinoamérica: Cartoon Network,  Tooncast
- Universidad Católica de Chile Televisión
- México: Canal 5
- Uruguay: Teledoce
- Venezuela: Venevisión
- El Salvador: Canal 2
- Guatemala: Trecevisión
- Paraguay:  Telefuturo
- Colombia: Caracol Televisión
- Argentina: Telefe
- Ecuador: TC Televisión
- Panama: RPC TV Canal 4
- República  Dominicana: Telesistema 11
- Perú :Latina Televisión y

ATV
- Estados Unidos :CBS
- Reino Unido :CBBC